# 斯科茨維爾 (阿肯色州)
斯科茨維爾（英語：Scottsville）是位於美國阿肯色州波普縣的一個非建制地區。該地的面積和人口皆未知。

## 地理
斯科茨維爾的座標為35°26′55″N 93°02′48″W / 35.44861°N 93.04667°W，而該地的平均海拔高度為151米（即495英尺）。